# بريان إ. لوثر
بريان يوجين «ليكس» لوثر (بالإنجليزية: Brian Eugene "Lex" Luther)‏ فريق أول في بحرية الولايات المتحدة.
لوثر مواطن من ترومبول، كونيتيكت. تخرج من جامعة ماركيت وجامعة جورج ماسون.
خدم لوثر في البنتاغون خلال حرب الخليج الثانية. بالإضافة إلى ذلك تم تعيينه مساعد وزير البحرية (الإدارة المالية والمراقب المالي) ورئيس العمليات البحرية. بعد أن خدم لوثر في الحرب في أفغانستان (2001 إلى الوقت الحاضر) فقد تم إصدار الأمر بتولي قيادة السفينة يو إس إس تاراوا في مهمتها الأخيرة.